# Xã Goodwell, Michigan
Xã Goodwell (tiếng Anh: Goodwell Township) là một xã thuộc quận Newaygo, tiểu bang Michigan, Hoa Kỳ. Năm 2010, dân số của xã này là 547 người.